# Municipio de Seminary
El municipio de Seminary (en inglés: Seminary Township) es un municipio ubicado en el condado de Fayette en el estado estadounidense de Illinois. En el año 2010 tenía una población de 498 habitantes y una densidad poblacional de 4,1 personas por km².

## Geografía
El municipio de Seminary se encuentra ubicado en las coordenadas 38°51′52″N 89°12′14″O / 38.86444, -89.20389. Según la Oficina del Censo de los Estados Unidos, el municipio tiene una superficie total de 121.4 km², de la cual 116,35 km² corresponden a tierra firme y (4,16 %) 5,06 km² es agua.

## Demografía
Según el censo de 2010, había 498 personas residiendo en el municipio de Seminary. La densidad de población era de 4,1 hab./km². De los 498 habitantes, el municipio de Seminary estaba compuesto por el 98,8 % blancos, el 0,2 % eran afroamericanos, el 0,4 % eran amerindios y el 0,6 % eran de una mezcla de razas. Del total de la población el 1 % eran hispanos o latinos de cualquier raza.